# Otocryptis
Otocryptis is een geslacht van hagedissen uit de familie agamen (Agamidae).

## Naam en indeling
De wetenschappelijke naam van de groep werd voor het eerst voorgesteld door Johann Georg Wagler in 1830. De geslachtsnaam verwijst naar het ontbreken van een uitwendige gehooropening.
Er zijn drie soorten, waaronder de pas in 2005 beschreven soort Otocryptis nigristigma.

## Verspreiding en habitat
De soorten komen voor in delen van Azië en leven in de landen India en Sri Lanka.
De habitat bestaat uit tropische en subtropische bossen. De agamen leven op de bodem in de strooisellaag van het bos.

## Beschermingsstatus
Door de internationale natuurbeschermingsorganisatie IUCN is aan één soort een beschermingsstatus toegewezen. De soort Otocryptis beddomii wordt als 'bedreigd' beschouwd (Endangered of EN).

## Soorten
Het geslacht omvat de volgende soorten, met de auteur en het verspreidingsgebied.
| Naam                   | Auteur              | Verspreidingsgebied |
| ---------------------- | ------------------- | ------------------- |
| Otocryptis beddomei    | Boulenger, 1885     | India               |
| Otocryptis nigristigma | Bahir & Silva, 2005 | Sri Lanka           |
| Otocryptis wiegmanni   | Wagler, 1830        | Sri Lanka           |